# Father Stretch My Hands
«Father Stretch My Hands» (с англ. — «Отец, простираю руки свои») — сингл американского рэпера Канье Уэста из его седьмого студийного альбома The Life of Pablo (2016). В альбоме песня разделена на две части: «Father Stretch My Hands, Pt. 1» и «Pt. 2». Первая часть содержит вокал американского музыканта Кида Кади и американской певицы Келли Прайс, а вторая включает вокал американского рэпера Desiigner и американской музыкантки Кэролайн Шоу.
7 июня 2016 года обе части были выпущены на радиостанциях США через лейблы GOOD Music и Def Jam Recordings в виде двойного сингла, ставшего вторым синглом с The Life of Pablo. Обе части сингла включают семплы песни госпел-музыканта и проповедника Томаса Ли Барретта «Father Stretch My Hands». Вторая часть включает семплы песни Desiigner «Panda» и звуковой отрывок из видеоигры Street Fighter II (1991).
Сингл получил всеобщее одобрение музыкальных критиков, причем похвалы в основном были направлены на семпл в первой части и стихи Уэста во второй. Первая часть вошла в списки лучших песен 2016 года по мнению множества изданий, в том числе Complex и HipHopDX. Обе части попали в чарты США, Великобритании, Швеции, Нидерландов, Ирландии и Канады. В 2016 году был сертифицирован трижды платиновым ассоциацией RIAA, также получил серебряный сертификат BPI.
Получил в целом положительные отзывы музыкальных критиков. Большинство из них прокомментировали развитие оригинала песни, в то время как некоторые критики отметили её привлекательность для определённой аудитории. В 2020 году достиг десятой строчки в чарте США Billboard Gospel Songs.
Интерпретация первой части, спродюсированна Уэстом, была выпущена под названием «Father Stretch» в дебютном студийном альбоме Sunday Service Choir «Jesus Is Born» (2019). В нем отсутствуют тексты откровенного характера, и в нем больше элементов Евангелия, чем в оригинале.

## История
Уэст и Кид Кади работали над несколькими песнями до «Pt. 1». Их первым совместным проектом стал трек 2008 года «Welcome to Heartbreak». Desiigner встретился с Уэстом перед международным аэропортом Лос-Анджелеса в своей машине, где Уэст включил демоверсию «Pt. 2». В интервью The Fader Desiigner сказал, что его сингл «Panda» был сэмплирован Уэстом в треке: «Он просто взял мою песню и сказал, что она ему нравится». Первоначально не заинтересованная в сотрудничестве, Шоу изменила свое мнение после прослушивания альбома Уэста «808s & Heartbreak» (2008), а также выпустила ремикс на песню «Say You Will» в октябре 2015 года.
Сорокаминутный ремикс был представлен Уэстом 24 июня 2016 года на премьере видеоклипа на его сингл «Famous». Незадолго до выхода альбома, Уэст опубликовал в Твиттере фотографию с текстом песни и сказал, что плакал, когда писал ее. После выпуска альбома Уэст поблагодарил музыканта Дрейка за помощь в написании «Pt. 1» и трека для альбома «30 Hours» и одновременно пообещал создать больше песен с Дрейком и Фьючером.

## Композиция и запись
«Father Stretch My Hands» разделен на две части: «Pt. 1» — это хип-хоп песня с вокалом Кида Кади и Келли Прайс; «Pt. 2» с вокалом Desiigner и Кэролайн Шоу содержит элементы музыки трэп. «Pt. 1» в значительной степени является семплом песни Томаса Ли Барретта «Father Stretch My Hands», а его текст сосредоточен на моделях. «Pt. 1» переходит в «Pt. 2» криком «Perfect!» из игры Street Fighter II. «Pt. 2» начинается с куплета Уэста, а затем идут два куплета взятые из песни Desiigner «Panda», о торговле наркотиками и автомобилях. После превращается в медитативную пьесу, произнесенную Шоу через вокодер. Заканчивается отрывком из трека Барретта.
Рэпер Кендрик Ламар изначально должен был появиться на «Pt. 1», хотя его вокал был удален из финальной версии, в демоверсии, которая появилась на SoundCloud в марте 2018 года, он читал рэп. В то же время Уэст разослал твит, в котором говорилось: «У меня есть 40 песен с Кендриком и 40 песен с Young Thug».
После выпуска The Life of Pablo Уэст объявил о планах изменить альбом в течение 2016 года, добавив новые миксы, настройки и дополнения. Его лейбл Def Jam Recordings назвал альбом «живым, развивающимся арт-проектом». Некоторые песни претерпели более значительные изменения, чем другие, а обе части сингла получили незначительные обновления. В первую часть были добавлены новый бэк-вокал, а на второй части вокал Уэста был сглажен и усилен.

## Критика
Был встречен всеобщим одобрением музыкальных критиков. Джордан Хоффман из Vanity Fair заявил, что сэмпл Барретта является «своего рода идеальным сэмплом, который стоит того, чтобы иметь дело с огромным эго Уэста». Алисия Адеджоби из International Business Times похвалила рэп Уэста за то, что он «не извиняется за ошибки, которые он, возможно, совершил, и за самые заметные моменты в его личной жизни», отметив «невероятную постановку трека от Metro Boomin». Сотрудник журнала RESPECT написал, что хук Кида Кади в первой части — «это одна из самых удивительных вещей, которые я слышал за последнее время», и назвал Уэста «самым безрассудным рэпером из ныне живущих». В январе 2017 года журнал Complex включил сингл в список песен с худшим сексуальным текстом в истории рэпа. Однако тоже издание поставило «Pt. 1» и «Pt. 2» на 3 и 13 место в списке лучших песен 2016 года, назвав   «Pt. 1» третьей лучшей совместной работой Уэста и Кида Кади в 2017 году. В 2018 году Billboard назвал его вторым лучшим проектом Кади за всю историю.

## Живые выступления
9 апреля 2016 года Уэст впервые исполнил «Pt. 2» вживую на международном музыкальном фестивале Paradise в Маниле. 25 октября 2016 года, во время тура Saint Pablo Tour в Инглвуде, Калифорния, Уэст исполнил попурри, которое включало вокал Кида Куди из «Pt. 1», как дань уважения Киду Кади, который на тот момент находился в реабилитационном центре. В 2017 году на музыкальном фестивале Governors Ball Music Chance the Rapper исполнил кавер на «Pt. 1», а также на треки из альбома Waves и Ultralight Beam. Уэст и Кид Кади неожиданно исполнили «Pt. 1» 17 августа 2018 года, в дополнение к песне «Ghost Town» из альбома Уэста Ye (2018). В 2018 году Уэст и  Кади (Kids See Ghosts) выступили вживую на карнавале Camp Flog Gnaw, открыв свой сет песней «Pt. 1».